# Tomaševec Biškupečki
Tomaševec Biškupečki – wieś w Chorwacji, w żupanii varażdińskiej, w gminie Sveti Ilija. W 2011 roku liczyła 379 mieszkańców.